# Jean-Luc Brassard
Jean-Luc Brassard (Salaberry-de-Valleyfield, 24 agosto 1972) è un ex sciatore freestyle canadese.

## Palmarès

### Olimpiadi
- 1 medaglia:
  - 1 oro (Lillehammer 1994 nelle gobbe)

### Mondiali
- 3 medaglie:
  - 2 ori (Altenmarkt 1993 nelle gobbe; Nagano 1997 nelle gobbe)
  - 1 argento (La Clusaz 1995 nelle gobbe)